# Psicologia cognitiva

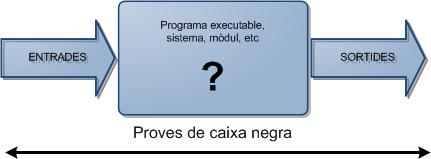
Esquema de la caixa negra

La psicologia cognitiva es dedica a l'estudi dels processos psicològics bàsics (atenció, percepció, memòria, aprenentatge, raonament, llenguatge...) del comportament humà. La psicologia cognitiva considera aquests processos mentals com un processament d’informació. Per tant, la psicologia cognitiva té com a objecte d'estudi els processos mentals pels quals s'elabora el coneixement i les idees, des de la percepció, la memòria i l'aprenentatge, fins a la formació de conceptes nous i el raonament lògic.
Històricament, hom pensava que aquests eren processos irracionals i privats, però, actualment, els psicòlegs els poden estudiar mitjançant el mètode científic, ja que la psicologia cognitiva se serveix de l’experimentació en laboratori, el treball de camp amb tècniques diverses com l'observació sistemàtica, les enquestes, les entrevistes, l'anàlisi de contingut, etc i la simulació amb ordinador (com per exemple, la recerca amb models de xarxes neuronals). La influència del cognitivisme s’estén també a l’estudi de fenòmens que no són pròpiament cognitius com les emocions o la personalitat en altres branques com la psicologia social o en la psicologia evolutiva i té molts camps d’aplicació.

## Concepte
La psicologia cognitiva és un camp d'estudi introduït recentment, que estudia els processos cognitius, la resolució de problemes, la presa de decisions i el raonament de les persones. També estudia l'heurística, que són aquells processos mentals que fem amb rapidesa cada dia inconscientment. A més a més, se centra en l'estudi i descobriment de biaixos cognitius.
El psicòleg Daniel Kahneman explica amb detall els dos sistemes de pensament (sistema 1 i sistema 2) en el seu llibre Pensar ràpid, pensar lent, a més d'explicar aquells biaixos cognitius que ha descobert.
El més habitual és investigar aquests mecanismes amb experiments, que exposen les persones a diferents situacions. Després, s'analitza el seu comportament, raonament i la forma en la qual utilitzen una informació determinada.

## Història
Des de la dècada de 1920 fins a la de 1950 el principal enfocament de la psicologia va ser el conductisme. Inicialment, els seus seguidors consideraven els esdeveniments mentals com pensaments, idees, atenció i consciència com a inobservables, per tant fora de l'àmbit d'una ciència de la psicologia. Un pioner de la psicologia cognitiva, que va treballar fora dels límits (tant intel·lectuals com geogràfics) del conductisme va ser Jean Piaget, que des de 1926 va estudiar els pensaments, el llenguatge i la intel·ligència de nens i adults.
La psicologia cognitiva va néixer entre la dècada de 1940 i la de 1950, juntament amb els ordinadors. En aquella època s'entenia la psicologia cognitiva com un ordinador, en què el cervell actuava com el maquinari d'un ordinador (és a dir, era l'aspecte material) i el treball psicològic actuava com a programari (com a funcionament de la ment).
El desenvolupament de la tecnologia de guerra durant la Segona Guerra Mundial va fer necessària una major comprensió del rendiment humà, trobar la millor manera d'entrenar els soldats per utilitzar les noves tecnologies; com tractar els assumptes d'atenció mentre un soldat es trobava sota coacció es va convertir en una necessitat militar que el conductisme no proporcionava, i el treball del psicòleg britànic Donald Broadbent, integrant conceptes de la investigació del rendiment humà i la teoria de la informació recentment desenvolupada, va forjar el camí en aquesta àrea, que va distingir entre processos "automàtics" i "controlats".
El desenvolupament en informàtica portaria a establir paral·lelismes entre el pensament humà i la funcionalitat computacional dels ordinadors, i obrí àrees completament noves del pensament psicològic. Allen Newell i Herbert Simon van passar anys desenvolupant el concepte d'intel·ligència artificial i més tard van treballar amb psicòlegs cognitius sobre les seves implicacions. Això va encoratjar una conceptualització de les funcions mentals modelades en la manera com els ordinadors manejaven coses com ara l'emmagatzematge i la recuperació de la memòria, i va obrir una porta important per al cognitivisme.
La crítica de Noam Chomsky de 1959 al conductisme i, en general, a l'empirisme, inicià el que es coneixeria com la revolució cognitiva com a conseqüència de la tendència conductista, un camp de la psicologia que es va fer molt popular en aquells temps. Tot i això, la psicologia cognitiva no fou acceptada pels professionals i s'anomenà caixa negra els aspectes que es consideraven inexplorables o no prou interessants. Es pensava que no podia ser estudiada amb el mètode científic, tot i que els psicòlegs cognitius defensaven que cada individu té un esquema cognitiu preexistent i hi actua al respecte. En la crítica al conductisme, J. S. Bruner, J. J. Goodnow i G. A. Austin van escriure "un estudi del pensament" el 1956. El 1960, Miller, E. Galanter i K. Pribram van escriure els seus famosos Plans i l'estructura del comportament. El mateix any, Bruner i Miller van fundar el Harvard Center for Cognitive Studies, que va institucionalitzar la revolució i va promoure el camp de la ciència cognitiva. El reconeixement formal del camp va implicar l'establiment d'institucions de recerca com el Centre de Processament de la Informació Humana de George Mandler el 1964.
L'any 1970 es va començar a dubtar de la validesa del pensament computacional, ja que els científics apuntaven que els humans tenen resposta emocional i actuen de manera diferent depenent del seu entorn, així que el seu pensament no podia ser igual que el d'un ordinador. Anys després es va crear la Fundació de la Psicologia Cognitiva, es començà a introduir com a camp d'estudi i va anar guanyant terreny.

## Processos cognitius
El principal focus dels psicòlegs cognitius és en els processos mentals que afecten el comportament.

### Atenció
La definició psicològica de l'atenció és un "increment de l'activitat intel·lectual orientada envers un objecte o conjunt d'objectes que, en no donar-se aquest fenomen, quedarien al marge del camp de la consciència o n'ocuparien una part limitada". Una funció clau de l'atenció és identificar dades irrellevants i filtrar-les, permetent que les dades significatives es distribueixin als altres processos mentals. Per exemple, el cervell humà pot rebre simultàniament informació auditiva, visual, olfactiva, gustativa i tàctil. El cervell és capaç de manejar conscientment només un petit subconjunt d'aquesta informació, i això s'aconsegueix a través dels processos d'atenció.
L'atenció es pot dividir en dos sistemes d'atenció principals: control exogen i control endogen. El control exogen funciona de manera ascendent i és responsable d'orientar el comportament instintiu i els efectes emergents mentre que el control endogen funciona de dalt a baix i és el sistema d'atenció més conscient. Endogenous control works top-down and is the more deliberate attentional system, responsible for divided attention and conscious processing.
Un punt important dins del camp de la psicologia cognitiva és el concepte d'atenció dividida. Un nombre d'estudis primerencs van tractar sobre la capacitat d'una persona que portava auriculars per discernir una conversa significativa quan es presenta amb missatges diferents a cada orella; això es coneix com la tasca d'escolta dicòtica.[4] Els resultats dels estudis van ajudar a comprendre la capacitat de la ment per centrar-se en un missatge. Per exemple, els participants  d'un estudi portaven auriculars i se'ls va dir que escoltarien missatges diferents en cada orella i que s'espera que escoltessin només la informació relacionada amb el bàsquet. Quan va començar l'experiment, es presentà el missatge sobre el bàsquet a l'orella esquerra mentre que a l'orella dreta només hi havia informació irrellevant. Amb tot, en un moment donat, el missatge relacionat amb el bàsquet canvià a l'orella dreta i la informació irrellevant a l'orella esquerra. Quan això passà, al final, l'oient va ser capaç de repetir tot el missatge perquè es concentrava tant a l'orella esquerra o dreta només quan era apropiat.

### Memòria
Els dos tipus principals de memòria són la memòria a curt termini i la memòria a llarg termini; no obstant això, la memòria a curt termini s'ha entès millor com a memòria de treball, és a dir, com un model de memòria a curt termini que proposa l'existència de manipulació activa de la informació mitjançant l'emmagatzematge d'informació procedent de diverses fonts sensorials durant un període curt, mentre s'elabora una estratègia de resposta.

#### memòria a curt termini
Un dels experiments clàssics és de Hermann Ebbinghaus, qui va demostrar experimentalment que existeix l'anomenada corba d'aprenentatge, és a dir que allò que s'aprèn s'accelera al principi, augmenta a poc a poc i es pot mantenir si hi ha repeticions de les dades, perquè si no cau en l'oblit. També va avançar el concepte d'aprenentatge significatiu, en veure que connectant patrons sil·làbics amb paraules ja conegudes es memoritzaven més de pressa.
S'han fet molts models de memòria de treball. Un dels més importants és el model de Baddeley-Hitch que té en compte tant els estímuls visuals com auditius, la memòria a llarg termini a utilitzar i un processador central per combinar-ho i entendre-ho tot. La idea central és que, quan estem fent una tasca, fem servir un tipus específic de memòria (la memòria de treball) on un sistema de regulació decideix quines dades acabades d'obtenir cal emmagatzemar temporalment perquè ens seran útils mentre es realitza la tasca que ens hem proposat i quines dades cal recuperar dels coneixements adquirits ja fa temps (la memòria a llarg termini) perquè també ens seran útils en relació al que estem fent.

#### memòria a llarg termini
Les concepcions modernes sobre la memòria a llarg termini es descomponen en tres subclasses principals de naturalesa una jeràrquica en termes del nivell de pensament conscient.
- La memòria procedimental és la memòria que s'activa a un nivell subconscient, és a dir, evoca informació emmagatzemada referent a les habilitats i tècniques implicades en determinades tasques de manera inconscient i involuntària, difícil de verbalitzar. Les regions implicades en la memòria procedimental són els nuclis basals, el cerebel i el neocòrtex.[17] Inclou informació del tipus estímul-resposta que s'activa en tasques particulars, rutines, etc. Una persona està utilitzant la memòria procedimental quan aparentment, "automàticament", responen d'una manera particular a una situació o procés particular. Un exemple és conduir un cotxe.[18]

- La memòria semàntica és el coneixement enciclopèdic que posseeix una persona; és, doncs, l'emmagatzematge d'informacions o coneixements generals, del significat de les paraules i els conceptes i dels fets que s'esdevenen al món en general. Les regions implicades en aquest tipus de memòria són el lòbul temporal i l'hipocamp.[19] Seria el cas del coneixement com que és la Sagrada Família o el nom d'un amic de sisè grau.

- Finalment, hi ha la memòria episòdica és la memòria dels esdeveniments quotidians com ara el temps, la geografia de la ubicació, emocions associades i altra informació contextual que es poden enunciar explícitament. És el recull d'experiències personals passades que es van produir en moments i llocs concrets.[20] Conté, doncs, tots els records temporals.

### Percepció
La percepció és l'aprehensió mental d'un objecte que es produeix gràcies a l'organització interpretativa de sensacions a partir de records i d'experiències prèvies. La percepció implica els sentits físics: visió, olor, oïda, gust, tacte i propiocepció (o sisè sentit) i també els processos cognitius implicats en la interpretació d'aquests sentits. Essencialment, és com la gent arriba a entendre el món que els envolta a través de la interpretació dels estímuls. Els primers psicòlegs com Edward Bradford Titchener van començar a treballar la percepció amb un enfocament estructuralista. L'estructuralisme va intentar reduir el pensament humà (o "consciència", com Titchener l'hauria anomenat) als seus elements més bàsics mitjançant la comprensió de com un individu percep estímuls particulars.
Les perspectives actuals sobre la percepció dins de la psicologia cognitiva tendeixen a centrar-se en formes particulars en què la ment humana interpreta estímuls dels sentits i com aquestes interpretacions afecten el comportament.

### Llenguatge
La psicologia han tingut un interès en els processos cognitius involucrats amb el llenguatge que es remunta a la dècada de 1870, quan Carl Wernicke va proposar un model per al processament mental del llenguatge. Actualment, el treball actual sobre el llenguatge varia àmpliament, ja que els psicòlegs cognitius poden estudiar l'adquisició del llenguatge, components individuals de la formació del llenguatge (com els fonemes), la relació entre el llenguatge i l'estat d'ànim o altres àrees relacionades.
Un treball significatiu s'ha centrat en comprendre l'adquisició del llenguatge i com es pot utilitzar per determinar si un nen té o està en risc de desenvolupar una discapacitat d'aprenentatge. Un estudi de 2012 va demostrar que, encara que aquesta pot ser una estratègia eficaç, és important que les avaluacions que fan incloguin tota la informació rellevant a l'hora de fer les seves avaluacions. S'han d'incloure factors com la variabilitat individual, l'estatus socioeconòmic, la capacitat de memòria a curt i llarg termini, i d'altres per assolir avaluacions vàlides.

### Metacognició
La metacognició és la consciència que una persona té dels processos mentals que intervenen en l'aprenentatge i que li permet d'autoregular-los. Inclou tasques com el seguiment del propi rendiment en una tasca determinada (autoregulació), la comprensió de tasques mentals particulars o la capacitat d'aplicar estratègies cognitives.
Actualment, gran part dels estudis de psicologia cognitiva sobre la metacognició s'ocupen de la seva aplicació en l'àmbit de l'educació ja que s'ha demostrat que augmentar les habilitats metacognitives d'un estudiant té un impacte significatiu en els seus hàbits d'aprenentatge i estudi. Un aspecte clau d'aquest concepte és la millora de la capacitat dels estudiants per establir objectius i autoregular-se eficaçment per assolir-los. Com a part d'aquest procés, també és important assegurar que els estudiants avaluin de manera realista el seu grau de coneixement i establir objectius realistes (una altra tasca metacognitiva).

## Biaixos cognitius
Els biaixos cognitius formen part de l'heurística i són estudiats per la psicologia cognitiva. Sorgeixen de diversos processos mentals que de vegades són difícils de distingir, ja que es duen a terme inconscientment. Aquests processos de la informació es realitzen mitjançant dreceres (heurística) i són resultat de situacions emocionals, morals o de la influència social. Aquest concepte va ser introduït per Daniel Kahneman i el seu company Amos Tversky.
Tant ells com altres investigadors han demostrat l'existència de diversos patrons de conducta en què els judicis i decisions humanes són predictibles segons la teoria de l'elecció racional. Van explicar aquestes conductes en termes heurístics, processos intuïtius que introdueixen errors sistemàtics perquè actualment no tenen la mateixa utilitat que abans. Per exemple, antigament el nostre cos estava buscant greixos i sucres constantment perquè eren escassos i necessitava sobreviure. Actualment aquesta ja no és una prioritat, ja que és un problema que tenim cobert, tot i així ens continuen atraient aquests tipus d'aliments.

## Aplicacions
N'hi ha nombroses aplicacions pràctiques, com ara proporcionar eines i coneixement per tal de millorar la memòria, ajudar a les persones a recuperar-se després d'una lesió cerebral i oferir tractaments eficaços per millorar els trastorns de l'aprenentatge.
Aprendre com pensen les persones ajuda a comprendre la feina del cervell humà, a més de permetre desenvolupar noves vies d'ajuda a persones amb dificultats cognitives o psicològiques. En tenir un major coneixement sobre com funcionen aquests processos, els psicòlegs poden desenvolupar noves formes d'ajuda a les persones per millorar els seus records o lluitar contra possibles problemes de memòria.